# 가막살나무
가막살나무(Viburnum dilatatum)는 낙엽이 지는 활엽관목으로서,  어린 가지는 털과 선점(綠點)이 있고 녹색을 띠는데, 자라면 회흑색이 된다. 잎은 가장자리에 톱니가 있고 앞뒤에 털이 나 있다. 초여름에 자잘한 흰 꽃이 핀다. 열매는 달걀 모양의 핵과로 10월경에 붉게 익는데, 다소 신맛이 있으나 먹을 수 있다. 열매는 약으로 쓸 수 있는데, 해아권두(孩兒拳頭)라고 부르며 구충작용이 있고 진통 소염 종기 어혈 타박상 치료에 열탕으로 달여서 복용한다.
주로 산, 들, 또는 숲속에서 자라는 갈잎나무로 한국의 중부 이남에 분포하고 있다.

꽃은 흰색으로 6월에 개화하며, 꽃말은 죽음보다 강한 사랑이다.

## 같이 보기
- 덜꿩나무